# Akira Kasai
Akira Kasai (nacido en 1943) es un bailarín, maestro y coreógrafo de butō. Quien a pesar de ser mucho más joven que sus mentores Kazuo Ohno y Tatsumi Hijikata, es considerado junto a ellos como pionero de este arte. Kasai había estudiado otras formas de baile, pero se decidió por el butoh en la década de 1960 cuando conoció y empezó a trabajar con estos dos hombres.
Abrió su propio estudio en 1971, sin embargo lo cerró ocho años después cuando se mudó a Alemania para estudiar euritmia. En ese entonces no bailaba de manera profesional y tras su regreso a Japón se mantuvo muchos años fuera de los escenarios, debido a que adimitió sentirse muy desconectado de la sociedad japonesa como para presentarse. Fue hasta 1994 cuando volvió a los escenarios de manera profesional con un trabajo llamado Saraphitia y desde ahí no sólo presentaba sus piezas como solista, sino que también empezó a ser coreógrafo de distintos bailarines renombrados de butoh contemporáneo. También revivió su antiguo estudio llamado Tenshikan, pero ahora se veía influenciado por la euritimia y otros principios de danza. Desde ese entonces se ha presentado, coreografiado y enseñado en distintos continentes como Asia, Europa y América. Pero la autenticidad de su coreografía ha sido cuestionada por ser muy diferente de otros tipos de butoh. 

## Vida personal
Kasai nació en Japón y creció en la Prefectura de Mie. Su familia era de clase media alta, por lo que él mismo dice que dentro de ella se estaba muy consciente de la educación. Sus padres eran cristianos devotos, su padre era banquero y su abuelo hablaba inglés, él servía como traductor para visitantes extranjeros. Akira empezó a bailar desde niño, mientras escuchaba a su madre tocar el órgano en la iglesia. Más tarde Kasai empezó a estudiar baile moderno, ballet y pantomima, antes de descubrir el butoh en 1960.
Su carrera como bailarín de butoh empezó en esa década, pero se tomó un tiempo de ella a finales de 1970 para mudarse a Alemania con su familia. Se quedó en ese país de 1979 hasta 1985, estuvo en escuela de Euritmia en Stuttgart y estudió la cultura europea a fondo. Él describe la cultura europea como el tener la capacidad de tomar conceptos dualistas y reunirlos, algo que dice que falta en el pensamiento monista japonés. En particular estudió la filosofía de Rudolf Steiner, el cual se rebelaba contra el pensamiento dualista. Kasai estudió la euritmia para contestarse dos preguntas: "¿se nace con conciencia o ésta es establecida por el cuerpo o viceversa?" y "¿qué es una vida que realmente es una vida? ¿La vida viene de lo material o de otro lugar?" Su meta era deconstruir el concepto japonés de ver el cuerpo, para crear algo nuevo.
Regresó a Japón permanentemente en 1986, pero se sentía perdido y era incapaz de conectarse con las personas y los lugares que conocía antes. Sin ninguna forma de conexión social, Akira sentía que no podía bailar y no lo hizo hasta que encontró la manera de reconectarse con su tierra natal. De 1986 hasta 1994 no se presentó como bailarín profesional en ningún escenario, en lugar de eso se dedicó a dar conferencias sobre la antroposofía de Rudolf Steiner y sostuvo talleres sobre la euritmia. Desde que estuvo en Alemania y hasta 1994, Kasai tuvo un periodo de 15 años fuera de los escenarios. Ahora Kasai ha retomado su carrera tanto en Japón como en el extranjero.
Uno de sus hijos, Mitsutke, también es bailarín y en su estilo mezcla butho, hip hop y break dance, haciendo apariciones como solista y también con su padre en Japón y muchos otros países.

## Carrera
Aunque él es una generación más joven, Kasai es considerado uno de los creadores del butoh y un pionero de ese arte en la década de los sesenta y setenta. Él es reconocido por haber acuñado el nombre "butoh" (más tarde conocido como ankoku butoh o danza de la oscuridad total). Hoy en día es uno de los maestros del butho y ha sido llamado el "ángel del butoh".
A lo largo de su carrera ha realizado, coreografiado y enseñado butoh, danza moderna, baile contemporáneo y euritmia en América, Europa y Asia, en países como Chile, Argentina, México, Alemania, Francia y Corea del Sur, al igual que en su tierra natal.
Kasai comenzó su carrera después de conocer a Kazuo Ohno, realizar Gi-gi bajo su observación en 1963 y después trabajar con Tatsumi Hijikata en 1964. Él trabajó con Hijikata hasta 1971, presentando producciones como Bara-iro dansu (Baile color de rosa) en 1965 y Emoción en la Metafísica (1967). En 1971, cuando tenía 28 años, fundó su propio estudio llamado Tenshikan en Kokubunji, al oeste de Tokio. El nombre del estudio significa "Casa de los Ángeles" y fue inspirado por del Castillo de Sant'Angelo en Roma, el cual tenía un significado especial para Kasai debido a que en el estuvieron tanto pinturas como prisioneros. El estudio entrenaron artistas de butoh como Setsuko Yamada, Kota Yamazaki y otros. Una de las razones por las cuales se abrió el estudio fue porque Akira estaba buscando algo radical, algo que pudiera existir sin una poderosa estructura social o una autoridad central, separando el baile moderno de cualquier pensamiento político o religioso. La metodología del baile no enseñaba para evitar que el artista se cerrara y se permitiera crear un estilo propio (aunque el entrenamiento físico era estricto), estuvo abierto durante unos siete años hasta que Kasai se mudó a Alemania.
Kasai no regresó al baile profesional hasta 1994, cuando creó una pieza llamada Saraphitia, la cual él considera su primer trabajo socialmente activo. Después de eso empezó a presentar sus piezas como solista, además de coreografiar para otros artistas de butoh como Kuniki Kisanuki, Kim Ito, Naoko Shirakawa y Ikuyo Kuroda, al igual que al bailarín de ballet Farouk Ruzimatov. Para ese entonces también revivió su antiguo estudio, usando principios de la euritmia. Él aún continúa usando esos principios, pero no los toma todos en cuenta ya que áun conserva algunos del butho. La noción del sonido y la voz son primordiales cuando estos dos estilos se mezclan.
Después de Saraphitia, Kasai produjo Mi propio apocalipsis (1994), seguida por Trabajo Exusiai (1998). Revolución del polen fue producida en 2001, la cual tuvo un tour en Estados Unidos en 2004 y fue presentada en el Festival Internacional Cervantino en el 2005. En esta pieza él aparecía como una mujer en un vestido del kabuki Kyokanoko Musume Dōjōji, para después transformarse en un bailarín de hip-hop.
En 2012, Kasai trabajó con el artista de butho Akaji Marko de Dairakudaban para producir Hayasasurahime. Aunque ellos son maestros del butho contemporáneo, nunca habían trabajado juntos. La obra se presentó por primera vez en el teatro público Setagaya de Tokio en el 2012. El trabajo está basado en el libro antiguo Kojiki, que habla sobre el origen del mundo, e incluye butoh, danza moderna y euritmia, bailada al ritmo de la novena sinfonía de Beethoven. En 2013, Hayasasurahime fue nominada al Premio de Baile del Foro de Japón. En 2014, su trabajofue presentado en el Festival Internacional Cervantino, siendo todas las bailarinas mujeres, a excepción del papel de la diosa, que fue presentada por el hijo de Akira, Mitsutake.
La sociedad japonesa le encargó a Kasai la creación de Butoh Ameria, en colaboración con cinco artistas emergentes de Estados Unidos, un trabajo que explora el Estados Unidos actual.
A pesar de su éxito, su trabajo ha sido criticado al no ser llamado como butoh. En su primera presentación en San Francisco en 1994, un espectador gritó "¡esto no es butoh" a lo cual Kasai respondió "esto es mi carne, esto es mi sangre". Algo similar ocurrió en la premier de Butho America en 2009 en el Festival de Butoh de Nueva York, muchas personas dijeron que parecía más baile moderno. Claudia de la Rocco escribió para el New York Times "este butoh fue un gran parpadeo. O quizá no fue ni siquiera butoh".

## Estilo
El trabajo de Kasai es conocido por mezlar elementos orientales y occidentales, ya que él no ve el butoh como un estilo de danza enteramente japonés sino internacional, viendo algunas semejanzas en el trabajo de la Commedia dell’Arte, los cuerpos de Vaslav Nijinsky, Isadora Duncan y Tatsumi Hijikata, a veces más en los bailarines de ballet que en los artistas tradicionales de butoh. Él ha sido llamado "Ninjinsjy del butoh" y la revista Dance calificó a su trabajo como "...parte Marcel Marceau, parte Mick Jagger…”
Kasai considera que el butoh es más una filosofía a una danza. Su trabajo se ve constantemente envuelto en dos temas: apocalipsis como algo que destruye, pero al mismo tiempo crea y la lucha entre las energías de materia orgánica e inorgánica. Este último es a menudo realizado como el funcionamiento de la Tierra misma, con componentes/fuerzas orgánicas e inorgánicas, así como la interacción del ser humano y la tecnología. Kasai también ha trabajado temas temporales desde que regresó a los escenarios en 1994, afirmando que su filosofía del butoh está orientada al futuro.
La filosofía de Kasai es más evidente en sus pensamientos sobre el cuerpo, los movimientos y el lenguaje. Al igual que Hijikata, Kasai cree que el cuerpo, las palabras y las coreografías están estrechamente relacionados, pero en distintas formas. Kasai considera que el baile debe ser una actividad inherentmente social y el bailarín debe luchar por un "entre espacio", el cual es una sección entre la audiencia y el bailarín, que sucede cuando la mente racional se calma y el cuerpo se empieza a mover. El afirma que el baile elimina el yo físico, convirtiendo a los seres humanos "cuerpos de la sensación". A través de lo que llama "potencia de voz" el cuerpo no es "yo" o "tú" sino más bien un pronombre impersonal que trasciende al bailarín y al espectador a una plena conciencia. El butoh de Kasai está fuertemente influido por la euritmia, pero también es una extensión del butoh de Hijikata, especialmente por la parte del rol del lenguaje y el concepto de que el cuerpo es algo creado, en vez de dado por la naturaleza.
Como bailarín, Kasai promueve una estética diferente al butoh tradicional (posiciones lentas, horizontales y bajas), cambiándola por movimientos más rápidos, verticales, uso completo del escenario y mantener los ojos fijos, en lugar de ver a la distancia y mantener una postura hacia arriba. El declara que su maestro Kazuo Ohno siempre le decía que no se moviera tanto, pero Kasai ha criticado los movimientos lentos y reservados de la mayor parte del butoh, diciendo que él no puede entender la danza sin muchos movimientos, creyendo que los movimientos muy lentos arriesgan a que el baile se vuelva un objeto. A pesar de eso, su estilo de baile ha sido comparado con el de Ohno y él mismo considera los tres años que fue su aprendiz como algo formativo. Kasai ha dicho que lo suyo es la música orientada, débil en imágenes visuales y que cuando escucha música los movimientos fluyen naturalmente.
Como coreógrafo Kasai asegura que Hijikata es su más grande influencia aunque no estudió bajo su tutela directamente. Los dos creen que la coreografía es externa para el ejecutante, en lugar de interna, ya que da a los bailarines los conceptos para crear un cuerpo colectivo. Otro elemento en común es el no pre-preparar la coreografía, es su lugar uno debe concentrarse en lo que siente intuitivamente antes de que comience el movimiento. Como coreógrafo, Kasai establece que se debe percibir el "olor" único de cada bailarín, ya sea "amargo", "ácido", "dulce" o de otro tipo; ya que cada uno tiene una calidad única, que ayuda a determinar qué movimientos son los mejores para ellos. Él evita dar imágenes basadas en palabras a los danzantes, en lugar de eso hace que se enfoquen en formas. También suele hacer bailes que eviten las habilidades que los bailadores adquirieron en su formación (graham, ballet, etc.) y mejor trabaja en algo que no hayan hecho antes. Sin embargo, él admite tener una imagen general en mente para la producción, con los movimientos de los bailarines que se ajusten a esa imagen.